# Парламентарни избори в България (1890)
Парламентарните избори се провеждат на 26 август 1890 г. в Княжество България. Резултатът е огромна победа за Народнолибералната партия на министър-председателя Стефан Стамболов.
Изборите са за VI обикновено народно събрание, свикано на 15 октомври с. г.